# Ukanc
Ukanc je naselje u slovenskoj Općini Bohinju. Ukanc se nalazi u pokrajini Gorenjskoj i statističkoj regiji Gorenjskoj. 

## Stanovništvo
Prema popisu stanovništva iz 2002. godine naselje je imalo 41 stanovnika.